# Scott Russell

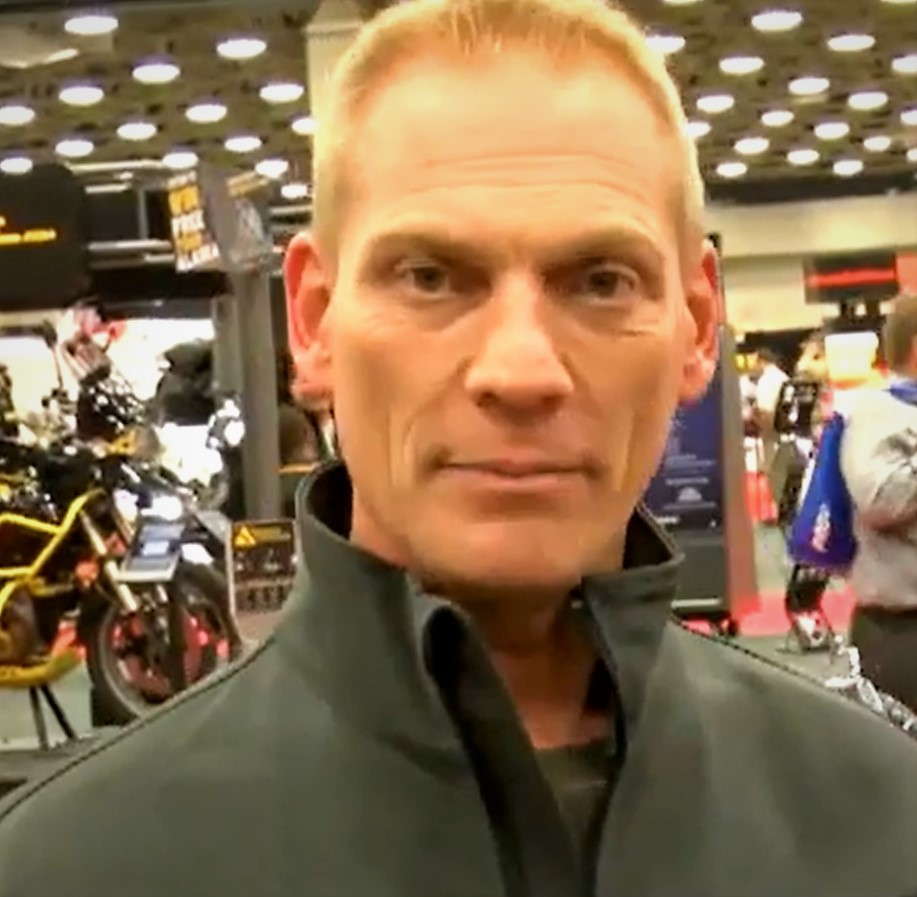
Scott Russell in 2011.

Raymond Scott Russell (East Point, Georgia, 28 oktober 1964) is een Amerikaans voormalig motorcoureur. In 1992 werd hij kampioen in het Amerikaans kampioenschap superbike, en in 1993 won hij het wereldkampioenschap superbike. Daarnaast won hij vijf keer de Daytona 200 en won hij in 1993 de 8 uur van Suzuka.

## Carrière
Russell begon zijn motorsportcarrière in het motorcross en stapte later over naar het wegrace. Halverwege de jaren '80 reed hij voor het eerst in lokale kampioenschappen, georganiseerd door WERA Motorcycle Roadracing, voordat hij in 1987 in evenementen georganiseerd door de American Motorcyclist Association deel ging nemen. Hier werd hij in 1988 tweede in het 750cc Supersport-kampioenschap en in 1989 tweede in het Amerikaans kampioenschap superbike. Dat jaar debuteerde hij ook in het wereldkampioenschap superbike als wildcardcoureur op een Suzuki tijdens zijn thuisrace op Brainerd.
Tussen 1990 en 1992 werd Russell drie jaar op een rij kampioen in de Amerikaanse 750cc Supersport, waarbij hij in 1991 alle races won. Dat jaar behaalde hij ook twee podiumplaatsen in het WK wegrace in het weekend op Brainerd op een Kawasaki, waarin hij wederom als gastcoureur reed. In won hij 1992 het Amerikaans kampioenschap superbike en behaalde hij zijn eerste zege in de Daytona 200. Tijdens deze carrière wist hij deze race nog viermaal te winnen: tussen 1994 en 1998 won hij enkel in 1996 de race niet. Verder behaalde hij in 1992 drie podiumplaatsen in het WK superbike, waarin hij in de eerste vier raceweekenden reed.

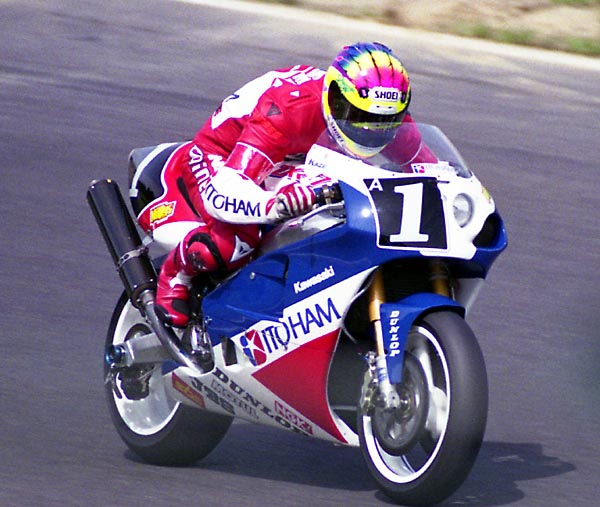
Scott Russell tijdens de 8 uur van Suzuka in 1993.

In 1993 reed Russell voor het eerst een volledig seizoen in het WK superbike op een Kawasaki. Hij won dat jaar zijn eerste race op Hockenheim en scoorde in de rest van het seizoen nog vier zeges, waaronder in beide races op Donington. Met 378,5 punten werd hij wereldkampioen in deze klasse. Dat jaar won hij, samen met Aaron Slight, ook de 8 uur van Suzuka op een Kawasaki.
In 1994 kende Russell een goede start van het seizoen met vier overwinningen uit de eerste zes races. Hierna kende hij echter twee slechte weekenden, waarin hij slechts zes punten scoorde. In de rest van het seizoen wist hij nog vijf races te winnen, maar vanwege een uitvalbeurt op Mugello en een slechte race in de seizoensfinale op Phillip Island eindigde hij achter Carl Fogarty als tweede in het klassement met 280 punten.
In 1995 had Russell een slechte start van het seizoen, waarin na drie weekenden een zesde plaats op Donington zijn beste resultaat was. Hierna verliet hij de klasse om de overstap te maken naar de 500 cc-klasse van het wereldkampioenschap wegrace, waarin hij vanaf de race in Italië deelnam op een Suzuki als vervanger van de gestopte Kevin Schwantz. Zijn beste resultaat dat jaar was een vijfde plaats in de Grand Prix van Rio de Janeiro. Hij eindigde in de superbike als achttiende met 34 punten, terwijl hij in de 500 cc dertiende werd met 43 punten.
In 1996 reed Russell een volledig seizoen in de 500 cc voor Suzuki. Hij moest echter de race in Italië missen vanwege een blessure. Tijdens het seizoen behaalde hij twee podiumplaatsen in Japan en Tsjechië. Met 133 punten werd hij zesde in het kampioenschap.
In 1997 keerde Russell terug in het wereldkampioenschap superbike op een Yamaha. Hij behaalde dat seizoen twee podiumplaatsen op Hockenheim en Brands Hatch en startte op Monza vanaf pole position. Met 226 punten werd hij zesde in de eindstand.
In 1998 was Russell tijdens de races vrijwel nooit vooraan te vinden. Hij behaalde een podiumplaats op Brands Hatch en werd met 130,5 punten tiende in het klassement. Op Laguna Seca maakte hij dat jaar een valse start en negeerde vervolgens de instructies van de wedstrijdleider, die hem vertelde dat hij de pitstraat in moest komen voor een stop-go penalty. Uiteindelijk viel hij van zijn motor en nam hij bijna zijn teamgenoot Noriyuki Haga mee in zijn val.
In 1999 keerde Russell terug naar het Amerikaans kampioenschap superbike, waarin hij op een Harley-Davidson reed. In zijn twee seizoenen op deze motor eindigde hij respectievelijk als twintigste en zeventiende in het klassement. In 2001 stpate hij over naar een Ducati. Al in de eerste race, de Daytona 200, kwam zijn seizoen ten einde nadat zijn motorfiets bij de start afsloeg en hij van achteren werd aangereden door een andere coureur. Hij liep hierbij zware verwondingen op, waardoor zijn motorsportcarrière ten einde kwam.
In 2005 werd Russell opgenomen in de AMA Motorcycle Hall of Fame. In 2009 maakte hij zijn autosportdebuut, waarin hij reed in de Rolex Sports Car Series. In zijn twee seizoenen in deze klasse was een negende plaats op het Circuit Gilles Villeneuve in 2010 zijn beste resultaat. Datzelfde jaar behaalde hij op hetzelfde circuit ook zijn enige autosportzege in de KONI Challenge Series, samen met Paul Edwards.
Na zijn actieve racecarrière ging Russell aan de slag als motorsportanalist bij de Amerikaanse televisiezender SPEED TV als vervanger van Freddie Spencer, die dit vanwege een drukke agenda niet meer kon doen. Daarnaast werd hij in 2012 instructeur bij de Yamaha Champions Riding School.